# Olchówka (rejon rożniatowski)
Olchówka (ukr. Вільхівка, Wilchiwka) – wieś w rejonie rożniatowskim obwodu iwanofrankowskiego, założone w pierwszej połowie XVII w. jako miejscowość o nazwie Wrowy. W II Rzeczypospolitej miejscowość należała do gminy wiejskiej Perehińsko w powiecie dolińskim województwa stanisławowskiego. Wieś liczy 637 mieszkańców (2001).